# 하기도감염
하기도감염(下氣道感染, Lower respiratory tract infection, LRTI)은 폐렴의 동의어로 자주 쓰이나, 폐농양, 급성 기관지염 등 다른 질병들에도 적용될 수 있는 용어이다. 하부호흡기감염증이라 부르기도 한다. 호흡곤란, 허약, 발열, 기침, 피로 등이 증상으로 나타난다. 증상이 의심되는 사람들에게 일반적으로 흉부 X-ray를 찍어볼 수 있으나, 항상 필요한 것은 아니다.인플루엔자는 상기도감염증뿐만 아니라 하기도감염증도 야기할 수 있다.
폐렴에 대한 일차적 치료법은 항생제이나, 만일 기생충이나 바이러스 감염이라면 효과가 나타나지 않는다. 급성 기관지염은 대부분 시간이 지나면 저절로 낫는다.2015년에는 약 2억 9100만 명이 감염되어 274만명이 사망했는데, 이는 1990년의 사망자수인 340만 명보다 줄어든 것이다. 2013년 전체 사망자 비율에 4.8%에 해당한다.

## 기관지염
기관지염은 기관지가 붓거나 염증이 생기는 것을 말한다. 증상에 따라 급성 또는 만성 질환으로 묘사되며, 추가로 원인 물질에 따라 분류될 수도 있다. 급성 기관지염은 재발성 질병에 감염된 이력이 없는 환자에게서 나타날 경우, 급성 세균 또는 바이러스 감염으로 분류된다. 매년 성인 1000명당 40명 이상이 감염되어 주요 기관지 및 기관에 일시적인 염증을 나타낸다. 면역약화 환자에서 발생한 경우 대부분 바이러스 감염이 원인이어서 항생제 치료법이 잘 들지 않을 수 있다. 이러한 바이러스성 기관지염은 감염의 원인이 되는 바이러스에 따라 항바이러스제로 치료할 수 있으며, 기타 항염증제나 거담제 등의 약물로 증상을 완화시킬 수 있다. 흔히 항생제로 급성 기관지염을 치료하나, 부작용을 조금 줄이는 반면 자가치료가 가능한 상태에서 괜히 돈을 들여 내성만 얻는 행위라는 비판이 있다. 급성 기관지염으로 인한 기침을 완화하는데 베타-2 작용제가 사용되기도 한다. 그러나 최근 체계적 문헌검토를 수행한 결과, 이러한 약제의 처방 근거가 없는 것으로 밝혀졌다.

## 폐렴
폐렴은 다양한 상황에서 발생하며, 각 상황에 따라 치료법이 다르다. 감염이 발생한 장소에 따라 획득한 지역사회 감염 또는 원내감염으로 분류한다. 노인이나 면역약화 환자에게 치명적일 수 있다.

2012년 하기도감염으로 인한 사망률 (단위: 100만명당 명)
24-120
121-151
152-200
201-241
242-345
346-436
437-673
674-864
865-1,209
1,210-2,085

2004년에 하기도감염으로 인해 장애보정손실수명을 겪은 환자의 수 (단위: 10만명당 명
자료 없음
100 미만
100–700
700–1,400
1,400–2,100
2,100–2,800
2,800–3,500
3,500–4,200
4,200–4,900
4,900–5,600
5,600–6,300
6,300–7,000
7,000 초과

## 예방
백신 접종을 통해 기관지 폐렴을 예방하는 효과를 얻을 수 있는데, 인플루엔자 백신, 아데노바이러스 백신, 홍역 백신, 풍진 백신, 폐렴구균 백신, B형 헤모필루스 인플루엔자 백신, 디프테리아 백신, 탄저 백신, 수두 백신, 백일해 백신 등이 이에 해당한다. 특히 혈청 레티놀 함량이 낮거나 영양실조로 고통받고 있는 소아의 경우 급성 LRTI에 대한 예방책으로 비타민A 보충제를 투여하면 예방 효과를 볼 수 있다.